# Albert Vulivuli

a Compétitions nationales et continentales officielles uniquement.

b Matchs officiels uniquement.
Dernière mise à jour le 13 juin 2020.
Albert Vulivuli, né le 26 mai 1985 à Savusavu (Fidji), est un joueur fidjien de rugby à XV évoluant au poste de centre ou d'ailier. Il a joué dans différents clubs du Top 14, notamment au Racing 92 avec qui il est champion de France en 2016. Il fait également partie de l'équipe des Fidji.

## Carrière

### En club

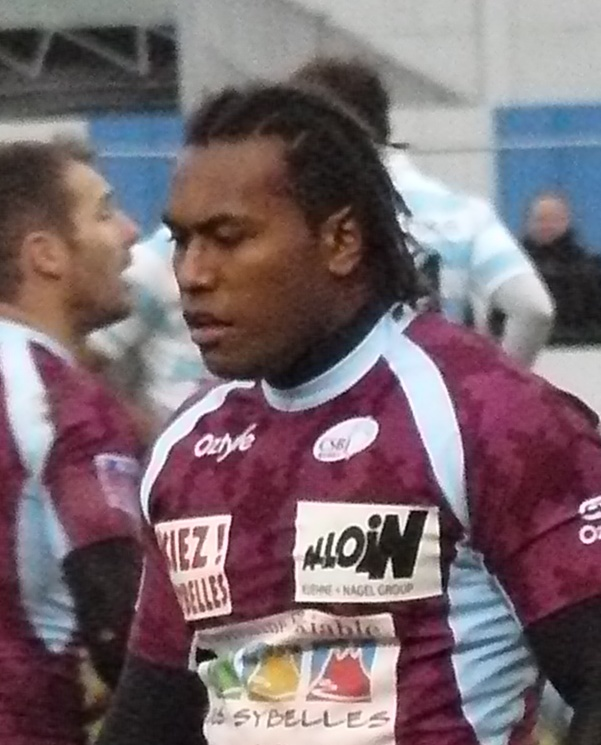
Albert Vulivuli sous le maillot du CS Bourgoin-Jallieu en 2010.

Il met un terme à sa carrière en 2020.

### En équipe nationale
Il a honoré sa première cape internationale en équipe des Fidji le 13 novembre 2010 contre l'équipe de France.

## Statistiques internationales
- 15 sélections en équipe des Fidji depuis 2010.
- 10 points (2 essais)
- sélections par année : 3 en 2010, 8 en 2011, 2 en 2016 et 2 en 2017

En Coupe du monde :
- 2011 : 3 sélections (Namibie, Samoa, Pays de Galles)

## Palmarès
- Racing 92
  - Vainqueur du Championnat de France en 2016